# Матаи, Ванджира
Ванджира Матаи (англ. Wanjira Mathai, родилась в декабре 1971 года) — кенийская защитница окружающей среды и активистка, управляющий директор по Африке и глобальному партнерству в Институте мировых ресурсов, Найроби, Кения. В этой должности занимается решением проблем вырубки лесов и доступа к энергии. В 2018 году журнал New African включил её в список 100 самых влиятельных африканцев за деятельность в качестве старшего советника в Институте мировых ресурсов, а также за кампанию по посадке более 30 миллионов деревьев в рамках движения «Зеленый пояс».

## Ранняя жизнь и образование
Матаи родилась и выросла в Кении. Ее мать, Вангари Маатаи, была общественным, экологическим и политическим активистом и первой африканской женщиной, получившей Нобелевскую премию мира в 2004 году.
Матаи училась в средней школе для девочек State House в Найроби. После окончания средней школы она переехала в Женеву, штат Нью-Йорк и поступила в колледжи Хобарта и Уильяма Смита, где специализировалась на биологии. Окончив колледж в 1994 году, она получила степень магистра в области общественного здравоохранения и делового администрирования в Университете Эмори. После окончания университета Матаи присоединилась к Центру Картера, где работала над изучением контроля заболеваний. Здесь она изучала поражающие Африку болезни — дракункулез, онхоцеркоз и лимфатический филяриатоз.

## Профессиональная карьера

### Движение «Зеленый пояс»
Матаи входит в состав Совета будущего мира и в правление Движения зеленого пояса, которое было основано матерью Ванджиры Вангари в 1977 году. Первоначально Матаи занимала должность директора по международным делам движения с 2002 года, а затем была назначена его исполнительным директором. На этом посту она руководила программами по сбору средств, следила за мобилизацией ресурсов, содействовала международному сотрудничеству, организовывала посадку деревьев. Её работа по посадке деревьев, также называемая агролесоводством, была вдохновлена экологической деятельностью её матери. После того, как её мать получила Нобелевскую премию мира в 2004 году, Матаи сопровождала её в мировом турне. Когда в 2011 году её мать скончалась, Матаи помогла движению пройти переходный период.

### Другие организации и фонды

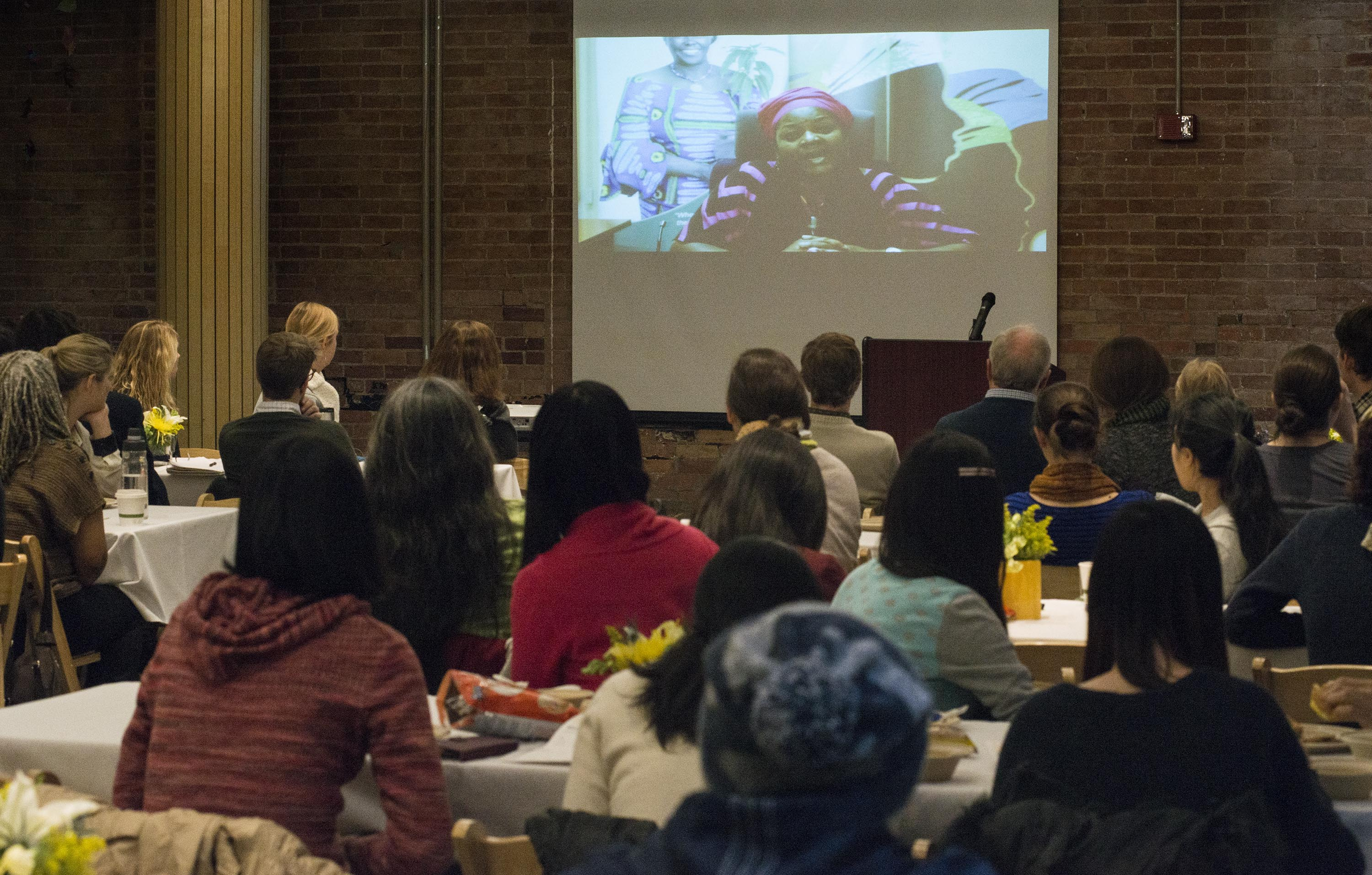
Матаи выступает в качестве директора Фонда Вангари Матаи

Матаи является старшим советником Партнерства женщин-предпринимателей в области возобновляемых источников энергии (англ. Partnerships for Women Entrepreneurs in Renewables), которое содействует женщинам в руководстве возобновляемой энергетикой, стремясь предоставить возобновляемые источники энергии почти четырем миллионам женщин в Восточной Африке. Для Матаи участие женщин в возобновляемой энергетике является одним из путей расширения экономических прав и возможностей, а также выполнения нескольких Целей устойчивого развития. Несмотря на модернизацию Кении женщины по-прежнему тратят несколько часов в день на сбор дров, а половина всех смертей детей в возрасте до пяти лет происходит из-за загрязнения воздуха в жилых помещениях. Матаи входит в консультативный совет Альянса за чистое приготовление пищи (англ. Clean Cooking Alliance), а также является членом Международного совета Хартии Земли (англ. Earth Chapter International Council). Она также входит в совет попечителей Центра международных исследований лесного хозяйства (англ. Center for International Forestry Research, CIFOR).
С 2016 года Матаи занимает пост председателя Фонда Вангари Маатаи (англ. Wangari Maathai Foundation). Фонд стремится развивать наследие Вангари Маатаи по воспитанию молодежных лидеров. Матаи была так же директором проекта Института мира и экологических исследований имени Вангари Маатаи при Университете Найроби (англ. Wangari Maathai Institute for Peace and Environmental Studies), который занимается развитием позитивной этики и устойчивого развития. Матаи является известным мотивационным оратором по вопросам молодежного лидерства, окружающей среды и изменения климата.
Матаи входит в совет Центра международных исследований лесного хозяйства и мирового агролесоводства (CIFOR-ICRAF) в Кении. В 2018 году Матаи была выбрана одним из 100 самых влиятельных африканцев по версии журнала New African, а также одной из самых влиятельных африканских женщин по версии Африканского университета лидерства (англ. African Leadership University).
Матаи занимала должность вице-президента и регионального директора по Африке в Институте мировых ресурсов. В этом качестве Матаи убедила министра окружающей среды Кении Джуди Вакхунгу взять на себя обязательство восстановить 12,6 млн акров обезлесенных земель в Кении к 2030 году. Матаи руководит инициативой по восстановлению лесных ландшафтов Африки, целью которой является восстановление более 100 миллионов гектаров обезлесенных земель в Африке к 2030 году.

## Увлечения
Матаи практикует шестисекундный EQ для развития  эмоционального интеллека и помощи другим создавать культуру позитивного мышления.

## Награды
- В апреле 2023 года журнал TIME назвал Матаи одним из 100 самых влиятельных людей 2023 года[36].
- В ноябре 2023 года Матаи была включена в список «100 женщин» по версии BBC как одна из вдохновляющих и влиятельных женщин мира[37].
- А январе 2025 года Матаи стала лауреатом Премии мира Сонхак за экологическую деятельность[38][39].